# أوبري سيسيل
أوبري سيسيل (بالإنجليزية: Aubrey Cecil)‏ (10 مارس 1847 في المملكة المتحدة - 26 أغسطس 1918 في أستراليا) هو لاعب كريكت بريطاني (وحمل سابقاً جنسية المملكة المتحدة لبريطانيا العظمى وأيرلندا). لعب مع نادي مقاطعة هامبشاير للكريكت ‏.

## وصلات خارجية
- أوبري سيسيل على موقع إي آس بي آن كريك إنفو (الإنجليزية)